# Котегов, Алексей Александрович
Алексе́й Алекса́ндрович Котегов (1924—1943) — гвардии младший лейтенант Рабоче-крестьянской Красной Армии, участник Великой Отечественной войны, Герой Советского Союза (1944).

## Биография
Родился 14 февраля 1924 года в деревне Старобелово (ныне — в черте города Белово Кемеровской области). После окончания семи классов школы и Беловского железнодорожного училища работал на железной дороге. 
В августе 1942 года был призван на службу в Рабоче-крестьянскую Красную Армию. В 1943 году окончил пехотное училище. С августа 1943 года — на фронтах Великой Отечественной войны, командовал пулемётным взводом 282-го гвардейского стрелкового полка 92-й гвардейской стрелковой дивизии 37-й армии Степного фронта. Отличился во время битвы за Днепр.
29 сентября 1943 года взвод под командованием Алексея Котегова переправился через Днепр в районе села Дериевка Онуфриевского района Кировоградской области Украинской ССР и принял активное участие в боях за захват и удержание плацдарма сначала на острове посреди реки, а затем на её западном берегу. Противник предпринял ряд контратак, но все они были успешно отражены. Когда погиб наводчик пулемёта из взвода Алексея Котегова, тот сам заменил его, продолжая вести огонь, и уничтожил до 80 единиц живой силы противника. 17 октября во время наступления взвод участвовал в штурме высоты в районе деревни Лиховка. В том бою лично уничтожил 75 гитлеровцев и 3 немецкие огневые точки, мешавшую продвижению пехоты, а затем одним из первых ворвался на вершину высоты, где в бою получил тяжёлое ранение. 21 октября 1943 года умер в госпитале. Похоронен в районе хутора Потягайловка Кобелякского района Полтавской области Украины.
Указом Президиума Верховного Совета СССР «О присвоении звания Героя Советского Союза офицерскому, сержантскому и рядовому составу Красной Армии» от 22 февраля 1944 года за «образцовое выполнение боевых заданий командования при форсировании реки Днепр, развитие боевых успехов на правом берегу реки и проявленные при этом отвагу и геройство» был удостоен посмертно высокого звания Героя Советского Союза. Также посмертно был награждён орденом Ленина. Навечно зачислен в списки личного состава воинской части.
Память
В его честь названо Беловское железнодорожное училище и улица в пос. Новый Городок